# Napredna starost majke
Napredna starost majki ili napredno doba majki, u širem smislu, se odnosi na period kada žena stupi u stanje reprodukcije u kasnijim godinama života, iako postoje razne definicije sa specifične godine i u stanja reprodukcije. Varijabilnost u definicijama se delimično objašnjava efektima povećanja starosti koji se javljaju kao kontinuitet, a ne kao prag.
U zapadnoj, severnoj i srednjoj Evropi žene postaju prvorotke između 27 i 29 godine, dok je prosek starosti žena početkom 1970-ih bio između 23 i 25 godina. Starost žena na prvom porođaju je veći od proseka u mnogim evropskim zemljama. Tako na primer, prosečna prvorotka u Španiji ima više od 30. godina. Povećavanje starosti žena sa prvom trudnoćom nije tipičan samo za Evropu. Prosečna starost majki sa prvom trudnoćom je u konstantnom porastu u Aziji, Japanu i Sjedinjenim Američkim Državama, a ovaj trend se sve više širi i na delove sveta u razvoju, kao što su Kina, Turska i Iran. U Sjedinjenim Američkim Državama je 2018. godine, prosečna starost bila 26,9. godina, dok je u Srbiji u istom periodu prosečna prvorotkinja imala 28,1. godinu.
Napredna starost majke je direktno povezana sa negativnim reproduktivnim efektima, kao što su povećani rizik od neplodnosti ili hromozomska abnormalnost kod deteta. Takođe, efekti starosti majke je veći i izraženiji od očinske starosti.

## Istorija
Rađanje u starijem životnom dobu nije bilo izuzetak u prošlosti. Porodice su često bile velike a žene su nastavljale da rađaju decu do kraja reproduktivnog doba. Ono što je toliko radikalno u odnosu na istoriju rađanja u prošlosti jeste doba kada žene rađaju svoje prvo dete. Pomeranje granica rađanja prvog deteta, sužuje biološku mogućnost za drugo, treće ili naredno potomstvo. Visoka starost prvorotkinja i stopa odlaganja rađanja je direktno povezano sa smanjenjem plodnosti kod žena.
Ova povezivanja postala su jasnija budući da je trend odlaganja prvih porođaja u brojnim zemljama prisutan više od tri decenije, i postao je jedan od glavnih karakteristika obrazaca plodnosti u razvijenim državama. Mnogi autori, uključujući i demografa Rona Lestaegea, člana belgijske kraljevske akademije nauke i penzionisanog profesora univerziteta u Briselu, tvrdili su da odlaganje rađanja predstavlja „obeležje“ onoga što je postalo poznato kao „druga demografska tranzicija“.
Međutim, neki autori su tvrdili da je sam postupak odlaganja začeća zapravo „treća tranzicija“. Po ovome posmatrano, moderna razvijena društva pokazuju svojevrsni dvostruki obrazac plodnosti, pri ćemu je većina prvih porođaja koncentrisana ili u grupi vrlo mladih ili u grupi vrlo starih majki. Ovaj obrazac je poznat  pod imenom pravougaona formacija obrasca plodnosti.

## Primeri
U Sjedinjenim Američkim Državama je prosečna starost u kojoj su žene rodile prvo dete povećana sa 21,4 godine, koliko je iznosila 1970. godine, na 26,9 godine 2018. godine.
Prema podacima Evropskog zavoda za statistiku (EUROSTAT) prosečna starost prvorotki 2008. godine bila je 28,8 godina. Deseniju kasnije, starost se povećala na 29,3 godine u 2018. godini.
Nemački savezni institut za istraživanje stanovništva objavio je podatak da je 2015. godine najmanje 25,9% prvih rađanja bilo u dobu od 35 godine i više. Godine 1981, ovakva starost evidentirana je kod 7,6% majki.
Statistički podaci za Srbiju govore da je, 2008. godine, prosečna starost majki pri prvom porođaju bila 26,3 godine a da je 2018. godine starosni prosek iznosio 28,1. godinu.

## Mogući faktori koji utiču na starost prvorotkinja
Mnogo je faktora koji mogu uticati na starosnu dob prvorotkinja, ali su to uglavnom korelacije bez određenih uzroka. Na primer, starija dob majke pri prvom porođaju povezana je sa višim obrazovanjem i većim prihodom.
Dve studije pokazuju da  dodaci za roditelje i dete u Velikoj Britaniji i Švedskoj podstiču žene da smanje odlaganje rađanja i postau majke u mlađem dobu.

## Efekti

### Smanjena plodnost
Vrhunac plodnosti kod žena je tokom dvadesetih i prve polovine tridesetih godina, nakon čega počinje da opada, a napredna starost majki uzrokuje povećani rizik od ženske neplodnosti.
Istraživanja dr Henrija Leridona, epidemiologa sa Francuskog instituta za zdravstvo i medicinska istraživanja, pokazuju da će žene koje pokušavaju da zatrudne, bez upotrebe lekova za plodnost ili vantelesne oplodnje, imati sledeće ishode:
- U 30-im godinama
  - 75% će imati začeće koja se završava sa živorođenim detetom u roku od godinu dana
  - 91% će imati začeće koje se završava sa živorođenim detetom u roku od četiri godine.
- U 35-im godinama
  - 66% će začeti trudnoćom koja se završava sa živorođenim detetom u roku od godinu dana
  - 84% će imati začeće koje se završava sa živorođenim detetom u roku od četiri godine.
- U 40-im godinama
  - 44% će imati začeće koje se završava sa živorođenim detetom u roku od godinu dana
  - 64% će imati koncepciju koja se završava sa živorođenim detetom u roku od četiri godine.[5]

### Rizik od urođenih mana
Rizik da žena rodi dete sa hromozomskim abnormalnostima raste sa njenim godinama. Daunov sindrom je najčešća hromozomska urođena mana, a rizik žene da rodi dete sa Dovnovim sindromom je:
- Sa 20 godina, 1 od 1.441
- Sa 25 godina, 1 od 1.383
- Sa 30 godina, 1 u 959
- Sa 35 godina, 1 od 338
- Sa 40 godina, 1 od 84
- Sa 45 godina, 1 od 32[15]

### Citati
1. 1 2  Effect of advanced age on fertility and pregnancy in women Архивирано 19 јун 2016 на сајту  at UpToDate. Author: Ruth C Fretts. Section Editor: Louise Wilkins-Haug. Deputy Editor: Vanessa A Barss. This topic last updated: 3 December 2012.
2. ↑  „SF2.3: Mean age of mothers at first childbirth” (PDF). Архивирано из оригинала (PDF) 22. 12. 2014. г. Приступљено 27. 5. 2014.
3. 1 2  „Archived copy”. Архивирано из оригинала 12. 11. 2019. г. Приступљено 8. 9. 2017.
4. 1 2  Đošić, Miloš (15. maj 2020). „U Srbiji se žene sve kasnije odlučuju na rađanje, prvo dete sa 28 godina”. Danas. danas.rs. Приступљено 15. 3. 2021.
5. 1 2 3  Leridon, H. (1. 7. 2004). „Can assisted reproduction technology compensate for the natural decline in fertility with age? A model assessment”. Human Reproduction. 19 (7): 1548—1553. PMID 15205397. doi:10.1093/humrep/deh304 .
6. ↑  Tournaye, Herman (јун 2009). „Male Reproductive Ageing”.  Ур.: Bewley, Susan; Ledger, William; Nikolaou, Dimitrios. Reproductive Ageing. Cambridge University Press. стр. 95—104. ISBN 978-1-906985-13-4. Архивирано из оригинала 4. 11. 2020. г. Приступљено 24. 10. 2020.
7. ↑  Kidd, Sharon A; Eskenazi, Brenda; Wyrobek, Andrew J (фебруар 2001). „Effects of male age on semen quality and fertility: a review of the literature”. Fertility and Sterility. 75 (2): 237—248. PMID 11172821. doi:10.1016/s0015-0282(00)01679-4.
8. ↑  „U.S. Women More Likely to Have Children Than a Decade Ago”. Pew Research Center’s Social & Demographic Trends Project (на језику: енглески). 2018-01-18. Приступљено 2020-10-29.
9. ↑  Kohler, Hans-Peter; Billari, Francesco C.; Ortega, Jose Antonio (децембар 2002). „The Emergence of Lowest-Low Fertility in Europe During the 1990s”. Population and Development Review. 28 (4): 641—680. doi:10.1111/j.1728-4457.2002.00641.x.
10. ↑  Mathews, TJ. „Delayed Childbearing: More Women Are Having Their First Child Later in Life” (PDF). 2009. CDC. Архивирано (PDF) из оригинала 25. 11. 2017. г. Приступљено 26. 8. 2013.
11. ↑  „Jedes vierte Neugeborene hat eine Mutter über 34 Jahre” [Every fourth newborn has a mother over 34 years of age] (PDF) (на језику: немачки). Архивирано из оригинала (PDF) 22. 12. 2017. г. Приступљено 20. 12. 2017.
12. ↑  Shadyab, Aladdin H.; Gass, Margery L. S.; Stefanick, Marcia L.; Waring, Molly E.; Macera, Caroline A.; Gallo, Linda C.; Shaffer, Richard A.; Jain, Sonia; LaCroix, Andrea Z. (јануар 2017). „Maternal Age at Childbirth and Parity as Predictors of Longevity Among Women in the United States: The Women's Health Initiative”. American Journal of Public Health. 107 (1): 113—119. PMC 5308150 . PMID 27854529. doi:10.2105/AJPH.2016.303503.
13. ↑  Balbo, Nicoletta; Billari, Francesco C.; Mills, Melinda (фебруар 2013). „Fertility in Advanced Societies: A Review of Research”. European Journal of Population. 29 (1): 1—38. PMC 3576563 . PMID 23440941. doi:10.1007/s10680-012-9277-y.
14. ↑  te Velde, E. R.; Pearson, PL (1. 3. 2002). „The variability of female reproductive ageing”. Human Reproduction Update. 8 (2): 141—154. PMID 12099629. doi:10.1093/humupd/8.2.141 .
15. ↑  Morris, J.K.; Mutton, D.E.; Alberman, E. (март 2002). „Revised estimates of the maternal age specific live birth prevalence of Down's syndrome”. Journal of Medical Screening. 9 (1): 2—6. PMID 11943789. doi:10.1136/jms.9.1.2 .

## Buduća čitanja
- Gavrilov, L. A.; Gavrilova, N. S. (2000). „Human longevity and parental age at conception”.  Ур.: Robine, J.-M.; Kirkwood, T. B. L.; Allard, M. Sex and Longevity: Sexuality, Gender, Reproduction, Parenthood. Berlin, Heidelberg: Springer-Verlag. стр. 7—31. ISBN 3-540-67740-2.
- Gavrilov, L. A.; Gavrilova, N. S. (1997). „Parental age at conception and offspring longevity”. Reviews in Clinical Gerontology. 7: 5—12. doi:10.1017/S0959259897000026.
- Hofmeister, Heather; Mills, Melinda; Blossfeld, Hans-Peter (2006). „Globalization, Uncertainty and Women’s Mid-Career Life Courses: A Theoretical Framework”.  Ур.: Blossfeld, Hans-Peter; Hofmeister, Heather. Globalization, uncertainty and women's careers : an international comparison. Cheltenham. стр. 3—31. ISBN 1-84542-664-9.
- Lesthaeghe, R.; Neels, K. (2002). „From the first to the second demographic transition: An interpretation of the spatial continuity of demographic innovation in France, Belgium and Switzerland”. European Journal of Population. 18 (4): 325—360. S2CID 878879. doi:10.1023/A:1021125800070.
- Sobotka, Tomás (2004). Postponement of childbearing and low fertility in Europe (Теза). hdl:11370/7fe0743c-9766-4ae9-befe-3edae1006c6e.

## Spoljašnje veze
- The Fertility Bust, Charlemagne, The Economist, 9 February 2006
- Kohler, Hans-Peter; Billari, Francesco C.; Ortega, José Antonio (2006). „Low fertility in Europe: Causes, implications and policy options”.  Ур.: Harris, Fred R. The Baby Bust: Who Will Do the Work? who Will Pay the Taxes?. Rowman & Littlefield. стр. 48—109. ISBN 978-0-7425-3855-9.
- Postponement of childbearing and low fertility in Europe Архивирано на веб-сајту  (6. март 2016) Power Point presentation by Tomas Sobotka
- InterNational Council on Infertility Information Dissemination